# Списак рударских факултета
Рударске школе су инжењерске школе, најчешће су осниване у 18. и 19. веку, првобитно су биле фокусиране на рударствуо и примењене науке . Већина је интегрисана у крупније грађевине попут минералног инжењерства, а неке се више не фокусирају првенствено на рударске предмете, задржавајући назив.

## Универзитети који нуде дипломе из рударског инжењерства

### Африка
| Институција | Локација                    | Држава                 | Белешка |
| --- | --------------------------- | ---------------------- | ------- |
| Агенла Академија                                                                                                   | Јаоанде                     | Камерун                |         |
| Боцвана Инернационални универзитет за науку и технологију                                                          | Палапие                     | Боцвана                |         |
| Универзитет Преториа                                                                                               | Преториа                    | Јужноафричка Република | [ 1 ]   |
| Универзитет Tриполи, Департман за рударско инжењерство                                                             | Триполи                     | Либија                 |         |
| Федерални технолошки универзитет, Одељење за рударско инжењерство                                                  | Акуре                       | Нигерија               | [ 2 ]   |
| Универзитет у Замбији, рударска школа, одељење за геологију, рударско инжењерство и металургију и прераду минерала | Лусака                      | Замбија                |         |
| Универзитет Плави Нил, Департман за рударско инжењерство, Елросериес                                               | Судан                       |                        |         |
| Универзитет Баџи Моктар - Анаба                                                                                    | Анаба                       | Алжир                  |         |
| Копербелт Универзитет, рударство и минералне науке                                                                 | Китве                       | Замбија                |         |
| Универзитет Јужне Африке                                                                                           | Преторија                   | Јужноафричка Република |         |
| Универзитет Витватерсранд                                                                                          | Јоханезбург                 | Јужноафричка Република |         |
| Универзитет Јоханезбург                                                                                            | Јоханезбург                 | Јужноафричка Република |         |
| Департман за рударство, Факултет за нафту и рударско инжењерство, Универзитет Суез                                 | Суез                        | Египат                 |         |
| Универзитет за рударство и технологију                                                                             | Тарква                      | Гана                   |         |
| Национални факултет за рударство и технологију                                                                     | Анаба                       | Алжир                  |         |
| Универзитет Додома, деоартман за рударство и минералогију                                                          | Додома                      | Танзанија              |         |
| Департман за хемијско и рударско инжењерство, Уницерзитет Дар ес Салам                                             | Дар ес Салам                | Танзанија              |         |
| Департман за рударско инжењерство                                                                                  | Omdurman Islamic University | Судан                  |         |
| Национални факултет за рударство, Рабат                                                                            | Рабат                       | Мароко                 | [ 3 ]   |
| Департман за минерално инжењерство,Мохамадиа факултет                                                              | Рабат                       | Мароко                 | [ 4 ]   |
| Департман за рударско инжењерство, Универзитет Зимбабве                                                            | Хараре                      | Зимбабве               | [ 5 ]   |
| Школа за рударство, Зимбабве                                                                                       | Булавајо                    | Зимбабве               |         |
| Департман за рударство и металургију, Факултет за инжењерство и ИТ, Универзитет Намибија                           | Онгведива                   | Намибија               |         |
| Универзитет за пољопривреду и технологију Јомо Кениата                                                             | Јуја                        | Кенија                 |         |
| Мидландс Стејт Универзитет                                                                                         | Звишаване                   | Зимбабве               |         |
| Универзитет Јунити                                                                                                 | Герји                       | Етиопија               |         |
| Департман за рударско инжењерство, Еритреан ЕИТ                                                                    | Асмара                      | Еритреја               |         |
| Департман за рударство и металуршко инжењерство                                                                    | Асиот                       | Египат                 |         |
| Одељење за рударско инжењерство, Универзитет у Каиру                                                               | Каиро                       | Египат                 | [ 6 ]   |

### Азија
| Институција                                                                                             | Локација                                                     | Држава     | Белешка |
| --- | ------------------------------------------------------------ | ---------- | ------- |
| Исфахан Универзитет за технологију, департман за рударско инжењерство                                   | Исфахан                                                      | Иран       |         |
| Универзитет у Моратуви, Одсек за инжењерство                                                            | Моратува                                                     | Шри Ланка  |         |
| Универзитет у Керману Схахид Бахонар, Департман за рударско инжењерство                                 | Керман                                                       | Иран       |         |
| Департман за рударско инжењерство                                                                       | Универзитет за инжењерство и технологију Лахоре              | Пакистан   |         |
| Департман за нафту и рударско инжењерство                                                               | Читагонг Универзитет за инжењерство и технологију            | Бангладеш  | [ 7 ]   |
| Департман за рударско инжењерство                                                                       | Индијски институт за технологију, Карагпур                   | Индија     | [ 8 ]   |
| Департман за рударско инжењерство                                                                       | Бирса институт за технологију Синдри                         | Индија     |         |
| Департман за рударско инжењерство                                                                       | Индијскки институт за технологију Варанси                    | Индија     |         |
| Департман за рударско инжењерство, Одељење за инжењерство рударских машина, Центар за рударско окружење | Индијскки институт за технологију Дабнад                     | Индија     | [ 9 ]   |
| Департман за рударско инжењерство                                                                       | Државна политехника Бага                                     | Индија     |         |
| Департман за рударско инжењерство                                                                       | Национални институт за технологију, Роркела                  | Индија     |         |
| Департман за рударско инжењерство                                                                       | Национални институт за технологију, Раипур                   | Индија     |         |
| Департман за рударско инжењерство                                                                       | Национални технолошки институт, Карнатака                    | Индија     | [ 10 ]  |
| Департман за рударско инжењерство                                                                       | Национални институт за технологију                           | Индија     |         |
| Департман за рударско инжењерство                                                                       | Универзитетски инжењерски факултет, Универзитет Какатиа      | Индија     | [ 11 ]  |
| Департман за рударско инжењерство                                                                       | ЈНТУХ Инжењерски факултет Мантхани                           | Индија     | [ 12 ]  |
| Универзитет за инжењерство и технологију Мехран                                                         | Јамсхоро                                                     | Пакистан   | [ 13 ]  |
| Департман за рударско инжењерство                                                                       | Индијски институт за инжењерску науку и технологију, Схибпур | Индија     | [ 14 ]  |
| Универзитет за науку и технологију Схахјалал                                                            |                                                              | Бангладеш  |         |
| Рударски одсек, Рударско-нафтни факултет                                                                | ТЕхнолошки Институт Бандунг                                  | Индонезија |         |
| Рударски одсек, Инжењерски факултет                                                                     | Универзитет Ислам Бандунг                                    | Индонезија |         |
| Факултет за минералне технологије                                                                       | Университас Пембангунан Насионал Ветеран Јогиакарта          | Индонезија |         |
| Земаљски и енергетски факултет                                                                          | Трисакти Универзитет                                         | Индонезија | [ 15 ]  |
| Рударско инжењерство                                                                                    | Сиривијаја Универзитет                                       | Индонезија |         |
| Рударско-минерални факултет                                                                             | Медан Институт за Технологију                                | Индонезија |         |
| Одељење за рударски инжењеринг, Технички факултет, Државни универзитет Паданг (УНП)                     | Аир Тавар Барат, Паданг, Западна Суматра                     | Индонезија | [ 16 ]  |
| Департман за рударство, геологију и инжењерство керамике (Инжењерски факултет)                          | Универзитет Адамсон                                          | Филипини   | [ 17 ]  |
| Департман за рударство, металуршко и материјално инжењерство, Инжењерски факултет                       | Универзитет Филипини Дилиман                                 | Филипини   | [ 18 ]  |
| Универзитет у Техерану, Одсек за рударско инжењерство                                                   | Техеран                                                      | Иран       |         |
| Универзитет у Кашану, Департман за рударско инжењерство                                                 | Кашан                                                        | Иран       |         |
| Технолошки универзитет Амиркабир, Одељење за рударско инжењерство                                       | Техеран                                                      | Иран       | [ 19 ]  |
| Технолошки универзитет Схахрод, Одељење за рударство, нафту и геофизику                                 | Семнан                                                       | Иран       |         |
| Универзитет за технологију Саханд, Одељење за рударско инжењерство                                      | Табриз                                                       | Иран       | [ 20 ]  |
| Универзитет Иазд, Одељење за рударство и металуршко инжењерство                                         | Јазд                                                         | Иран       |         |
| Међународни универзитет имама Кхомеинија, инжењерски и технолошки факултет                              | Казвин                                                       | Иран       |         |
| Исламска филијала Универзитета Азад, Јужни Техеран, Одсек за рударско инжењерство                       | Техеран                                                      | Иран       |         |
| Исламски универзитет Азад (ИАУ), грана науке и истраживања, одсек за рударско инжењерство               | Техеран                                                      | Иран       |         |
| Akita Mining College                                                                                    |                                                              | Јапан      |         |
| Одељење за инжењерство енергетских ресурса, Инжењерски факултет, Универзитет Инха                       | Инчон                                                        | Кореја     |         |
| Департман за инжењерство енергије и минералних ресурса, Инжењерски факултет, Универзитет Донг-А         | Бусан                                                        | Кореја     |         |
| Рударска школа, Универзитет за науку и технологију у Монголији                                          | Улан Батор                                                   | Монголија  |         |
| Департман за рударство и нафтно инжењерство, Инжењерски факултет Универзитета Чианг Мај                 | Чијанг Мај                                                   | Тајланд    |         |
| Одељење за рударство и инжењерство материјала, Технички факултет, Универзитет Принц Сонгкла             | Хат Јаи                                                      | Тајланд    |         |
| Департман за рударски инжињеринг, рударско-технолошки факултет Фукин                                    | Фусин                                                        | Кина       |         |
| Министарство просвете, Кинески рударско-технолошки универзитет                                          | Сјуџоу                                                       | Кина       |         |
| Одељење за рударско инжењерство, Универзитет Зонгулдак Караелмас                                        | Зонгулдак                                                    | Турска     |         |

| Јесоре универзитет за науку и технологију || Нафта и рударство || Бангладеш

### Европа
| Институција | Локација                                 | Држава               | Белешке                                                        |  |
| --- | ---------------------------------------- | -------------------- | -------------------------------------------------------------- |  |
| Универзитет Леобен | Леобен                                   | Аустрија             |                                                                |  |
| Факултет за примењене науке, рударство и геологију, Уницерзитет Лиејж | Лијеж                                    | Белгија              |                                                                |  |
| Департман за природне ресурсе, Католички универзитет у Левену | Левен                                    | Белгија              |                                                                |  |
| Факултет за рударско инжењерство, Факултет за политехнику Монс | Монс                                     | Белгија              |                                                                |  |
| Факултет за рударство, геологију и грађевину, Универзитет у Тузли | Тузла                                    | Босна и Херцеговина  |                                                                |  |
| Факултет за рударство, геологију и нафтно инжењерство, Универзитет у Загребу | Загреб                                   | Хрватска             |                                                                |  |
| Катедра за рударско инжењерство, Рударско одељење, Талин,Универзитет за технологију | Талин                                    | Естонија             |                                                                |  |
| Хелсинки технолошки универзитет | Хелсинки                                 | Финска               |                                                                |  |
| Група рударских школа (ГЕМ) (ГЕМ) Седам инжењерских школа у Француској: - Рудници ПарисТех - Национална рударска школа Нансија - Национална рударска школа Саинт-Етиенне - Школа рудника Алес - Школа рудника у Доуаију - Рударска школа у Нанту - Рударска школа Алби-Цармаук | Париз Нанси Сент Етјен Але Дуе Нант Алби | Француска            |                                                                |  |
| Рударско-геотехнички факултет Универзитета у Мисколцу | Мишколц                                  | Мађарска             | отворен 1735.                                                  |  |
| Политехника у Торину | Торино                                   | Италија              | Прва италијанска рударска школа, отворена 1907.                |  |
| Технички универзитет Бергакадемие Фрајберг | Фрајберг                                 | Њемачка              | најстарија школа из области рударства на свету, основана 1765. |  |
| Клаустхал Универзитет за технологију | Клаустал-Целерфелд                       | Њемачка              |                                                                |  |
| ТХ Џорџ Агрикола | Бохум                                    | Њемачка              |                                                                |  |
| РВТХ Универзитет у Ахену | Ахен                                     | Њемачка              |                                                                |  |
| Рударско-металуршки факултет, Национални технички универзитет у Атини | Атина                                    | Грчка                | [ 21 ]                                                         |  |
| Факултет за рударске ресурсе, Технички универзитет на Криту | Крит                                     | Грчка                |                                                                |  |
| Теџнички Универзитет Делфт | Делфт                                    | Холандија            |                                                                |  |
| Одељење за геологију и инжењеринг минералних сировина, Норвешки универзитет за науку и технологију | Трондхејм                                | Норвешка             | [ 22 ]                                                         |  |
| Рударско-геолошки факултет Шлезијског технолошког универзитета | Гљивице                                  | Пољска               |                                                                |  |
| АГХ Универзитет за науку и технологију, раније АГХ Универзитет за рударство и металургију | Краков                                   | Пољска               | основан1919.                                                   |  |
| Геотехнички факултет, рударско-геолошки факултет, Вроцłав Технолошки универзитет | Вроцлав                                  | Пољска               |                                                                |  |
| Научно-технолошки факултет Универзитета у Коимбри | Коимбра                                  | Португалија          |                                                                |  |
| Институто Супериор Технико, Универзитет у Лисабону | Лисабон                                  | Португалија          |                                                                |  |
| Технички факултет Универзитета у Порту | Порто                                    | Португалија          |                                                                |  |
| Виша техничка техничка школа Минас де Леон, Универзитет у Леону | Леон                                     | Шпанија              |                                                                |  |
| Виша техничка школа рударских инжењера, Овиедо, Универзитет у Овиеду | Овиједо                                  | Шпанија              |                                                                |  |
| Виша техничка школа рударског инжењерства у Вигу, Универзитет у Вигу | Виго                                     | Шпанија              |                                                                |  |
| Виша техничка школа рударства и енергетике из Мадрида, Политехнички универзитет у Мадриду | Мадрид                                   | Шпанија              |                                                                |  |
| Московски државни рударски универзитет | Москва                                   | Русија               |                                                                |  |
| Санкт Петербург Рударски институт | Санкт Петербург                          | Русија               | основан 1773.                                                  |  |
| Рударско-геолошки факултет Универзитета у Београду | Београд                                  | Србија               | [ 23 ]                                                         |  |
| Технички факултет у Бору, Универзитет у Београду | Бор                                      | Србија               | [ 24 ]                                                         |  |
| Шведска рударска и металуршка школа | Филипстад                                | Шведска              | [ 25 ]                                                         |  |
| Одсек за инжењерство рударства и прераде минерала, Универзитет за науку и технологију Адана | Адана                                    | Турска               |                                                                |  |
| Одељење за рударски инжењеринг, Технички универзитет на Блиском истоку | Анкара                                   | Турска               | [ 26 ]                                                         |  |
| Технички факултет Универзитета у Истанбулу | Истанбул                                 | Турска               | [ 27 ]                                                         |  |
| Рударски факултет, Технички универзитет у Истанбулу | Истанбул                                 | Турска               | [ 28 ]                                                         |  |
| Одељење за рударско инжењерство, Универзитет Ескисехир Османгази | Ескишехир                                | Турска               | [ 29 ]                                                         |  |
| Краљевска рударска школа (сада интегрисана у Империал Колеџ Лондон) | Лондон, Енглеска                         | Уједињено Краљевство |                                                                |  |
| Рударска школа у Камборну (сада део Универзитета у Ексетеру) | Корнвол, Енглеска                        | Уједињено Краљевство |                                                                |  |
| Јужни Валес и рударска школа у Монмоутхсхиреу, сада Универзитет Јужног Велса | Трефорест, Понтиприд, Велс               | Уједињено Краљевство |                                                                |  |
| Национални рударски универзитет | Дњепар                                   | Украјина             |                                                                |  |
| Универзитет у Петросани, Рударски факултет | Петрошани                                | Румунија             | основан 1948.                                                  |  |

| Универзитет у Бањалуци, Рударски факултет || Приједор || Република Српска || основан 1997.}} Рударско-геолошки факултет, ВСБ - Технички универзитет у Острави, Острава, Чешка Република 

### Северна Америка

#### Сједињене Америчке Државе

##### АБЕТ - овлашћени рударски инжењеринг
- Рударска школа у Колораду, рударски инжењеринг, Голден, Колорадо [30]
- Универзитет за науку и технологију у Мисурију (раније школа рудника и металургије Мисури), Ролла, Мисури
- Монтана Тех са Универзитета у Монтани (раније рударска школа у Монтани), Буте, Монтана
- Институт за рударство и технологију у Новом Мексику (раније школа рудника у Мексику), Сокоро, Нови Мексико
- Државни Универзитет Пенсилваниа, Универзитет Парк, Пеннсилваниа
- Рударска и технолошка школа Јужне Дакоте, Рапид Сити, Јужна Дакота
- Универзитет Јужни Илиноис Карбондејл, Карбондејл, Илиноис
- Универзитет Аљаска Феирбанкс, Факултет инжењерства и рудника, Феирбанкс, Аљаска
- Универзитет Аризона, Департман за рударство и геолошко инжењерство, Туксон, Аризона [31]
- Универзитет у Кентакију, Лекингтон, Кентаки
- Универзитет у Невади, Рено (раније Рударска школа Макаи [32] ) Рено, Невада
- Универзитет Северна Дакота, Факултет за инжењерство и руднике [33] Гранд Форкс, Северна Дакота
- Универзитет у Јути, Департман за рударско инжењерство, Солт Лејк Сити, Јута
- Вирџиниа Политехнички Институт и Државни Универзитет, Департман за рударство и минерално инжењерство Блаксбург, Вирџиниа
- Универзитет Западна Вирџинија, у Моргантавну, Западна Вирџинија

##### Други програми који нису акредитовани
- Технолошки универзитет Мичиген, Хоухтон, Мичиген, нуди дипломски програм (МС и ПхД) из рударског инжењерства
- Пољопривредни факултет у Орегону, сада Државни универзитет у Орегону, Корвалис, ОР, био је дом рударске школе у Орегону 1912-1932.

#### Канада
- Универзитет Далхаус, Халифак, Нова Шкотска
- Школа Политехнике Монтреал, Монтреал
- Ласонд Минерални Инжењеринг, Универзитет у Торонту, Торонто, Онтарио [34]
- Универзитет Лаурентиан, Судбури, Онтарио [35]
- Рударска школа Хаилеибури, Нортерн Колеџ, Онтарио
- Универзитет Макгил, Монтреал
- Норман Б. Кивил, Институт за рударство, Универзитет Бритиш Колумбиа, Ванкувер [36]
- Роберт М. Бухан, Одељење за рударску технику, Краљичин Универзитет у Кингстону у Онтарију
- Университе Лавал, Град Квебек
- Универзитет Алберта, Рударско-нафтна школа, Едмонтон, Алберта [37]
- Универзитет Саскачеван, Опције рударства у геолошком, хемијском и машинском инжењерству, Саскатон
- Институт за технологију, рударство и инжењерство минералних ресурса Бритиш Колумбиа, Бурнаби

### Океанија

#### Аустралија
- Одељење за инжењерство рударства и ресурса, Одељење грађевинарства, Универзитет Монаш, Клаитон 3800, ВИЦ
- Школа грађевинарства, животне средине и рударства, Универзитет Аделејд, Јужна Аустралија [38]
- Школа грађевинарства, животне средине и рударства, Универзитет Западне Аустралије
- Рударска школа, Универзитет у Новом Јужном Велсу, Сиднеј
- Рударска школа, Универзитет у Квинсленду, Бризбејн
- Научно-инжењерска школа, Универзитет у Балларату, Викторија
- Рударско-индустријска школа у Јужној Аустралији, основана 1889. године, која је сада део Универзитета Јужне Аустралије
- Универзитет Воллонгонг, Нови Јужни Велс
- Рударска школа западне Аустралије, Калгорли, Западна Аустралија

#### Нови Зеланд
- Рударска школа Темзе [39]

### Јужна Америка
- Департаман ѕа металургију,Универзитет у Консепсиону, Консепсион, Чиле [40]
- Одељење за рударски инжењеринг, Универзитет у Чилеу, Сантијаго, Чиле [41]
- Департман за рударско инжењерство, Понтифициа Универзитет Католика Чиле, Сантиаго, Чиле
- Департман за рударско инжењерство, Универзитет де Ла Серена, Ла Серена, Чиле [42]
- Департаменто де Инжениериа ен Минас, Универсидад де Сантиаго де Чиле, Сантиаго, Чиле
- Департаменто де Ингениериа Металургица и Минас, Универсидад Цатолица дел Норте, Антофагаста, Чиле [43]
- Департаменто де Минас, Универсидад де Атацама, Цопиапо, Чиле [44]
- Департман за рударско инжењерство, Универсидад дел Азуаи, Цуенца, Еквадор, Еквадор [45]
- Департман за рударско инжењерство, Федерални Универзитет у Баији, Салвадор, Бахиа, Бразил [46]
- Департман за рударско инжењерство,Универзитет Минас Жераис, Бело Хоризонте, Минас Жераис, Бразил
- Департман за рударско инжењерство, Универзитет Федерал Пер Пербубуцо (УФПЕ), Рецифе, Пернамбуцо, Бразил [47]
- Департман за рударско инжињерство, Универсидаде Федерал до Рио Гранде до Сул, Рио Гранде до Сул, Бразил
- Ескола де Минас де Оуро Прето, Федерал де Оуро Прето, Минас Гераис, Бразил [48]
- Ескола Политехника, Универсидаде де Сао Пауло, Сао Пауло, Бразил
- Факултет де Енженхариа, Универзитет Минас Жераис, Јоао Монлеваде, Бразил [49]
- Факултет де Енженхариа Кенеди, Бело Хоризонте, Бразил
- Институто де Циенциа е Тецнологиа, Универсидаде Федерал де Алфенас, Цампус Поцос де Цалдас, Бразил
- Унидаде Ацадемица де Минерасао е Геологиа, Федерална држава Кампина Гранде, Кампина Гранде, Параиба, Бразил
- Департман за рударско инжењерство, Понтифисиа Универсидад Католика дел Перу, Лима, Перу [50]
- Ескуела Академико Професионал де Инжениериа де Минас, Универзитет Национал Национални градоначелник Сан Марцос, Лима, Перу
- Минас Есцуела де Ингениериа де Минас, Универсидад Национал де Ингениериа, Лима, Перу [51]
- Есцуела Минериа и Геренциа де Судамерица, Лима, Перу [52]

- Департаменто де Инжениериа де Минас, Универсидад Франсиско де Паула Сантандер, Седе Кукута, Колумбија
- Рударски факултет, Универзидад Национал де Коломбиа, Седе Медељин, Колумбија [53]
- Департман за рударско инжењерство, Универсидад Де Ориенте (Нуклео Боливар), Сиудад Боливар, Естадо Боливар, Венецуела
- Департаменто де Инжениериа де Минас, Национални универзитет Сан Хуан, Сан Хуан, Аргентина [54]